# Європейський колегіум польських і українських університетів
Європейський колеґіум польських і українських університетів (ЄКПіУУ, пол. Europejskie Kolegium Polskich i Ukraińskich Uniwersytetów) — польсько-українська освітня установа в Любліні (Польща). Наукові дослідження ЄКПіУУ фокусовані на проблематиці Центрально-Східної Європи. ЄКПіУУ фінансується Польщею. Ідея подібного навчального закладу належала Богдану Осадчуку та була підтримана Єжи Клочовським та Єжи Ґедройцем. Колеґіум було утворено в 2000 році, а навчання почалося від 2001 року.
Заснований за участі польських та українських університетів: Університетом Марії Кюрі-Склодовської (Польща), Люблінським католицьким університетом Івана Павла ІІ (Польща), Київським національним університетом ім. Тараса Шевченка (Україна), Львівським національним університетом ім. Івана Франка (Україна) та Національним університетом «Києво-Могилянська Академія» (Україна).
До 2010 р. зі стін Колегіуму вийшло понад 100 фахівців Ph.D (в Україні — кандидатів наук).
Колегіум в Польщі, Україні і Євросоюзі розглядається як основа для утворення Східного європейського університету.
16 травня 2011 року припинив свою діяльність. На його місці постала нова структура — Центр Східної Європи.